# Konstantin Semjonov
Konstantin Sergejevitsj Semjonov (Russisch: Константин Сергеевич Семёнов) (Smolensk, 9 juni 1989) is een Russisch beachvolleyballer. Hij won twee zilveren medailles bij de Europese kampioenschappen en nam driemaal deel aan de Olympische Spelen.

## Carrière

### 2009 tot en met 2014
Semjonov maakte in 2009 zijn internationale debuut toen hij aan de zijde van Dmitri Barsoek in Sanya voor het eerst in de FIVB World Tour speelde. Het jaar daarop deed het tweetal mee aan het Open-toernooi van Brasilia, waarna Semjonov de rest van het seizoen een team vormde met Aleksej Pastoechov. Bij elf toernooien in de mondiale competitie kwamen ze tot een negende plaats op Åland. Daarnaast werden ze vijfde bij de EK onder 23 op Kos. Het daaropvolgende seizoen speelde hij achtereenvolgens met Sergej Prokopjev en Jaroslav Kosjkarjov. Met Prokopjev behaalde hij twee negende plaatsen in Brasilia en Praag. Met Kosjkarjov deed hij mee aan de wereldkampioenschappen in Rome. Daar bereikte het duo de achtste finale die verloren werd van de latere kampioenen Alison Cerutti en Emanuel Rego. Bij de Europese kampioenschappen in Kristiansand werden ze in de tussenronde uitgeschakeld door de Zwitsers Sascha Heyer en Sébastien Chevallier. In de World Tour waren ze verder actief op negen toernooien met onder meer een derde plaats in Den Haag en een vijfde plaats in Gstaad als resultaat.
In 2012 namen Semjonov en Kosjkarjov deel aan vier mondiale toernooien met een negende plaats in Rome als beste resultaat. Bij de EK in Den Haag bleef het tweetal steken in de tussenronde tegen Mārtiņš Pļaviņš en Jānis Šmēdiņš uit Letland. Met Prokopjev kwam hij bij drie FIVB-toernooien tot een negende plaats in Stare Jabłonki en deed hij mee aan de Olympische Spelen in Londen. Daar verloor het tweetal in de achtste finale van de Amerikanen Jacob Gibb en Sean Rosenthal. Daarnaast speelde Semjonov twee wedstrijden met Barsoek. Het jaar daarop was hij met Kosjkarjov actief op zes reguliere toernooien in het mondiale beachvolleybalcircuit. Ze boekten daarbij hun eerste overwinning in de World Tour in Anapa. Verder namen ze deel aan de WK in Stare Jabłonki waar ze in de achtste finale werden uitgeschakeld door de Brazilianen Evandro Gonçalves en Vitór Felipe. Bij de EK in Klagenfurt strandde het duo vanwege een blessure in de tussenronde. In augustus 2013 wisselde Semjonov van partner naar Vjatsjeslav Krasilnikov met wie hij tot en met 2016 zou spelen. Bij hun eerste toernooi in Berlijn werden ze gelijk tweede. Het daaropvolgende seizoen speelden ze negen wedstrijden in de World Tour. Het duo werd tweede in Anapa en won in Moskou. Bij de EK in Cagliari bereikten ze de achtste finale waar ze verloren van het Letse duo Aleksandrs Samoilovs en Jānis Šmēdiņš.

### 2015 tot en met 2021
In 2015 namen Semjonov en Krasilnikov deel aan tien reguliere FIVB-toernooien met als beste resultaat twee vierde plaatsen in respectievelijk Yokohama en Sotsji. Bij de WK in Nederland bereikte het tweetal de achtste finale waar het werd uitgeschakeld door het Nederlandse duo Reinder Nummerdor en Christiaan Varenhorst. Ook bij de EK in Klagenfurt kwamen ze niet verder dan de achtste finale die ze ditmaal verloren van de Oostenrijkers Clemens Doppler en Alexander Horst. Het jaar daarop werden ze in Biel/Bienne Europees vice-kampioen achter de Italianen Paolo Nicolai en Daniele Lupo. In de World Tour behaalden ze in negen wedstrijden een tweede plaats in Sotsji en een derde plaats in Hamburg. Bij de Olympische Spelen in Rio de Janeiro bereikten Semjonov en Krasilnikov de halve finale die ze verloren van Nicolai en Lupo. In de wedstrijd om het brons waren de Nederlanders Alexander Brouwer en Robert Meeuwsen te sterk, waardoor ze als vierde eindigden. Na afloop van de Spelen ging het tweetal uit elkaar.

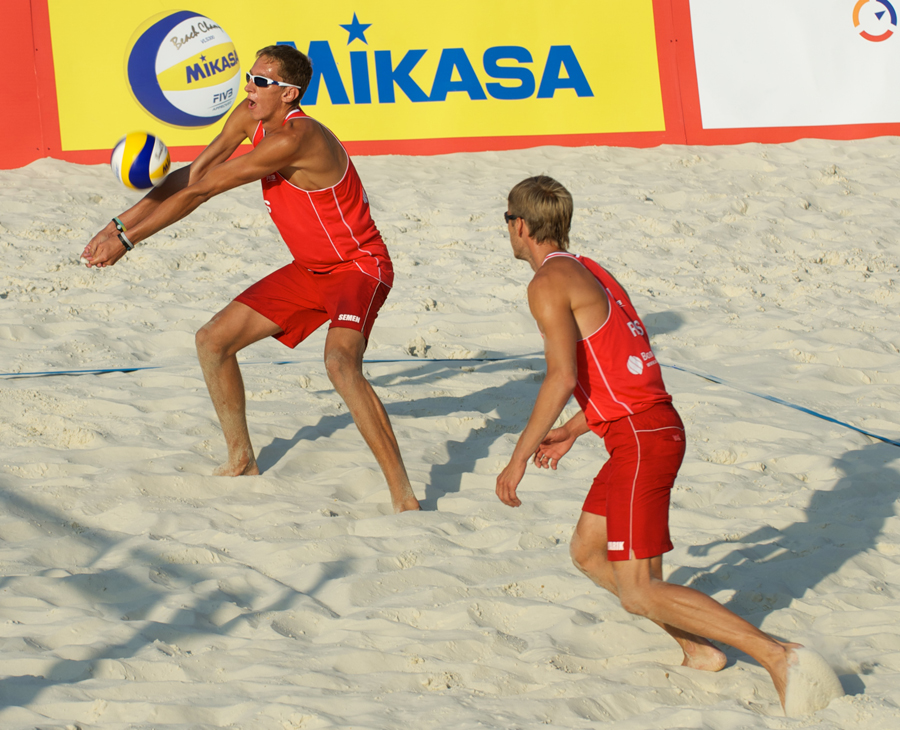
Semjonov (links) en Kosjkarjov in actie tijdens de Grand Slam van Moskou (2011)

Sinds eind 2017 vormt Semjonov een team met Ilja Lesjoekov. Het jaar daarop namen ze deel aan tien toernooien op mondiaal niveau waarbij ze twee overwinningen boekten (Mersin en Yangzhou) en een derde plaats (Ostrava) behaalden. Bij de EK in Nederland werd het duo vierde, nadat de halve en troostfinale achtereenvolgens verloren werden van Samoilovs en Šmēdiņš en van de Spanjaarden Pablo Herrera en Adrián Gavira. In 2019 kwamen ze bij zeven reguliere FIVB-toernooien tot twee derde (Den Haag en Warschau), een vijfde (Espinho) en twee negende plaatsen (Ostrava en Moskou). Bij de WK in Hamburg bereikten ze de achtste finale waar ze werden uitgeschakeld door het Amerikaanse duo Tri Bourne en Trevor Crabb. Bij de EK in eigen land wonnen Semjonov en Lesjoekov het zilver achter de Noren Anders Mol en Christian Sørum. Ze sloten het seizoen af met een negende plaats bij de World Tour Finals in Rome en werden daarna nog derde bij het olympisch kwalificatietoernooi in Haiyang.
In 2020 behaalde het duo een negende plaats in Doha, waarna de rest van het seizoen werd opgeschort vanwege de coronapandemie. Het daaropvolgende seizoen deden de twee in aanloop naar Spelen mee aan zes internationale toernooien met onder meer een tweede (Cancun) en twee vijfde plaatsen (Cancun en Ostrava) als resultaat. Bij het olympisch beachvolleybaltoernooi in Tokio werden Semjonov en Lesjoekov in de kwartfinale uitgeschakeld door Mol en Sørum, nadat ze in de groepsfase nog van de Noren hadden gewonnen. Bij de EK in Wenen waren de Noren in de kwartfinale opnieuw te sterk. Semjonov en Lesjoekov sloten het seizoen af met een negende plaats bij de finale in Cagliari.

## Palmares
Kampioenschappen
- 2011: 9e WK
- 2012: 9e OS
- 2013: 9e WK
- 2015: 9e WK
- 2016:  EK
- 2016: 4e OS
- 2019: 9e WK
- 2019:  EK
- 2021: 5e OS

FIVB World Tour
- 2011:  Den Haag Open
- 2013:  Anapa Open
- 2013:  Grand Slam Berlijn
- 2014:  Anapa Open
- 2014:  Grand Slam Moskou
- 2016:  Sotsji Open

- 2016:  Hamburg Major
- 2018:  3* Mersin
- 2018:  4* Ostrava
- 2018:  4* Yangzhou
- 2019:  4* Den Haag
- 2019:  4* Warschau
- 2021:  4* Cancun